# Bernex
Bernex é uma comuna suíça do Cantão de Genebra que fica rodeada por Aire-la-Ville, Satigny, Vernier Confignon, Laconnex e a Sul a Alta Saboia francesa. O Rio Ródano separa-a de Satigny.
Segundo o Departamento Federal de Estatísticas Bernex ocupa uma superfície de 12.95 km2 com zona habitável de 21 % e mais de 59 % de terreno agrícola. Ainda que  fundamentalmente agrícola a população tem aumentado muito pois passou de entre 1970 e 1980 de 3 870 a 8 055, mas a progressão não tem continuado pois em 2008 tinha 9 393 habitantes e isso devido à política da comuna que quis preservar um certo qualidade de vida e uma coesão conservando numerosos espaços verdes. 
No aspecto agrícola é de notar que esta comuna é a terceira em superfície e tem mantido a sua vocação agrícola com um aumento notável da produção vinícola, pois é a quarta do cantão de Genebra.    

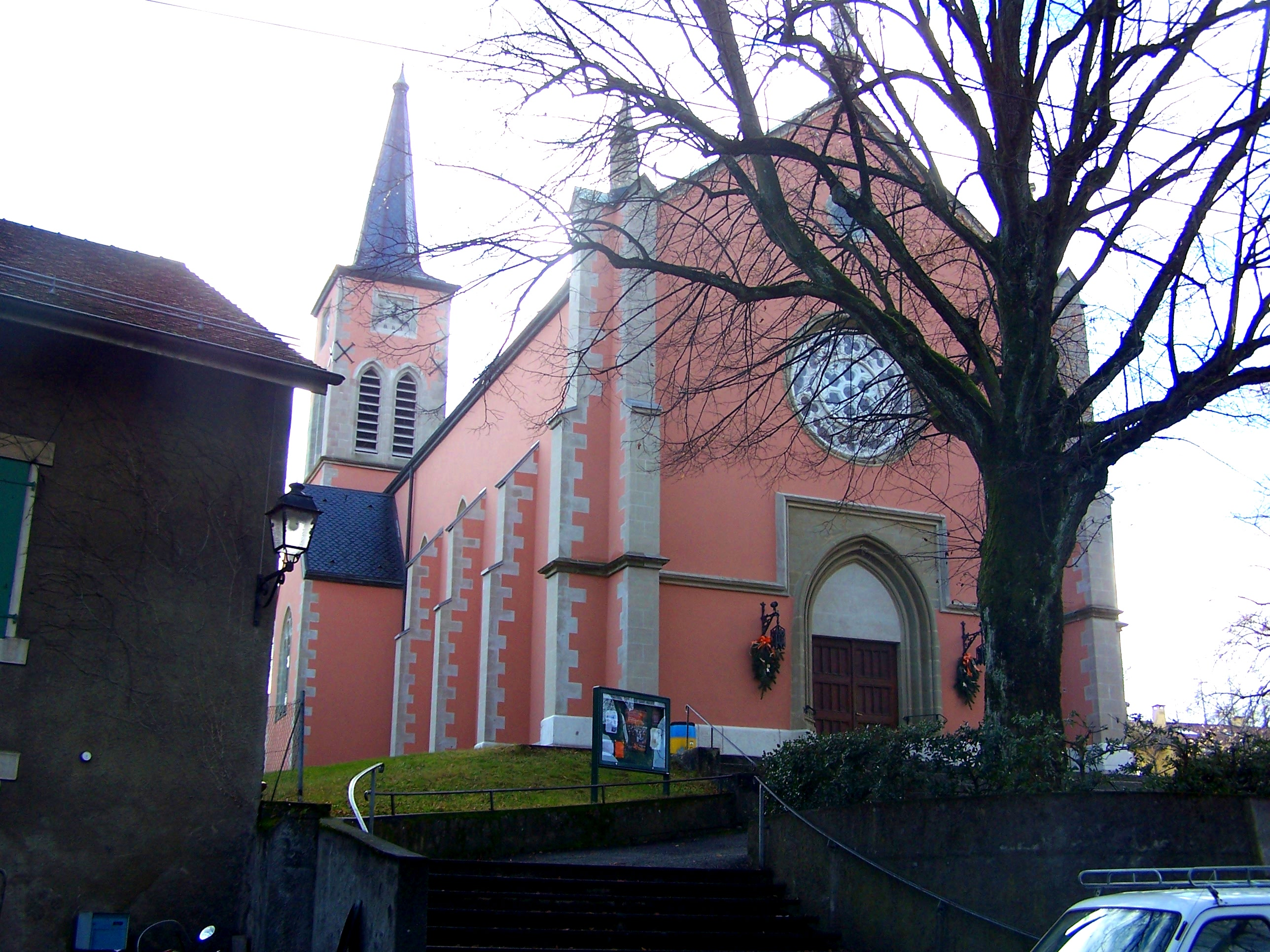
Igreja]
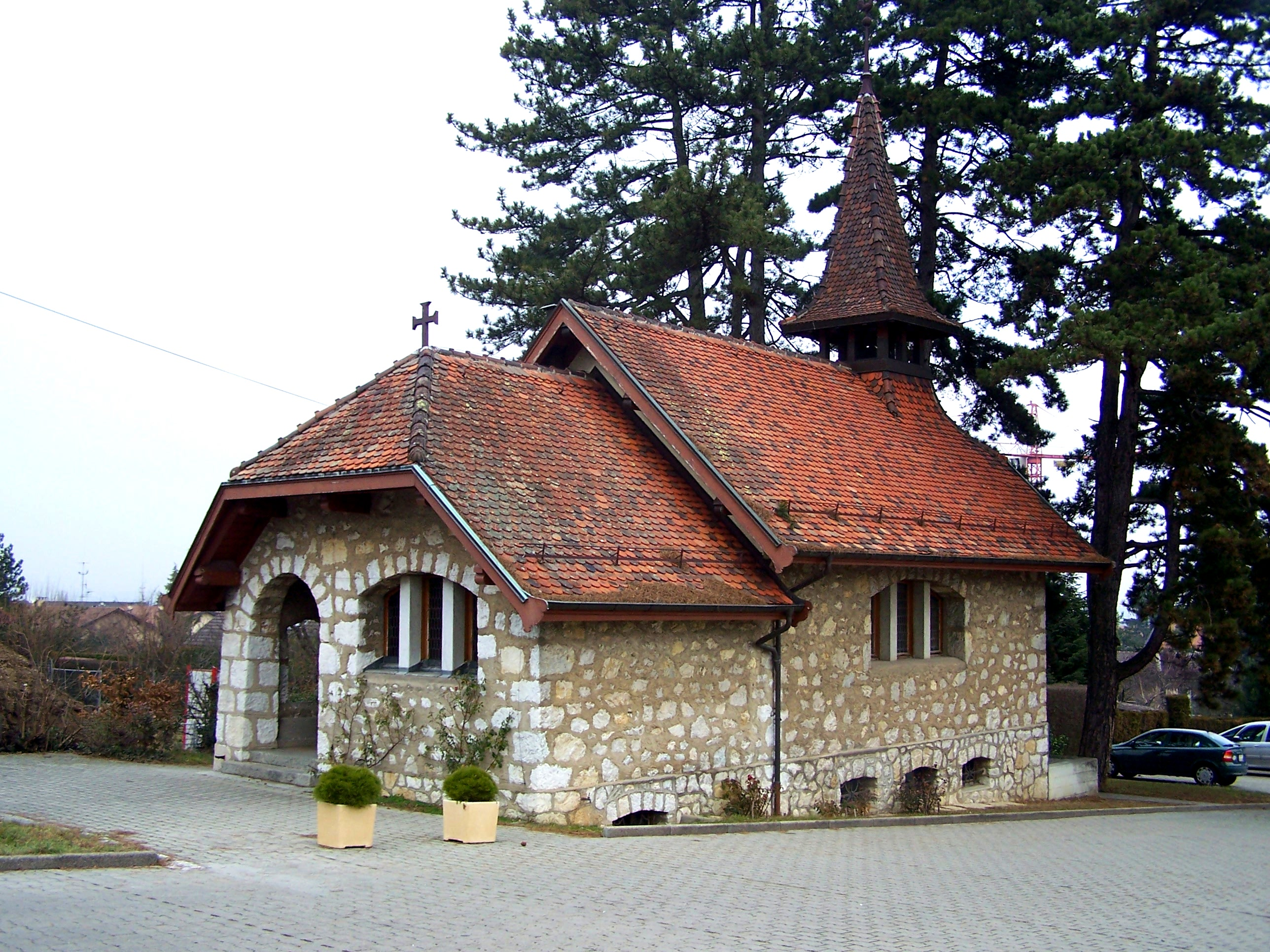
Templo